# 1540 a tudományban
Az 1540. év a tudományban és technikában.

De partu hominis

## Fizika
- Gerolamo Cardano megpróbálja megmérni a levegő súlyát.
- Vannoccio Biringuccio: A pirotechnikáról.

## Születések
- január 28. – Ludolph van Ceulen német matematikus († 1610)
- Leonhard Rauwolf német fizikus és botanikus
- François Viète francia matematikus († 1603)

## Halálozások
- Johann Georg Faust német alkímista